# Wilki (album)
Wilki – debiutancki album zespołu Wilki, wydany w 1992 roku. Skład zespołu wykrystalizował się podczas sesji nagraniowych do albumu, stąd duża liczba wykonawców. Szybko po wydaniu płyty Wilki zdobyły popularność. Na płycie znalazły się takie przeboje, jak „Son of the Blue Sky”, czy „Eli lama sabachtani”, które ustaliły pozycję zespołu na następne lata.
Sprzedano 220 000 kaset i płyt. Szacuje się, że włącznie z nakładami pirackimi album rozszedł się być może w liczbie ponad miliona egzemplarzy, co – szczególnie w tamtym okresie – było dużym osiągnięciem. Zwłaszcza że zespół dopiero co powstał, a prócz Gawlińskiego – muzycy nie byli wcześniej znani.
W roku 2012 z okazji dwudziestolecia fonograficznego debiutu Wilków wydano specjalną edycje dwupłytową pierwszego albumu. Oprócz klasycznego zestawienia utworów, dodano również drugą płytę CD, na której znaleźć można nagrania demo oraz utwory w wersjach koncertowych. Wzbogacona została również szata graficzna albumu. W książeczce znajdującej się wewnątrz opakowania znaleźć można min. zdjęcia pierwszego składu Wilków. Reedycja albumu „Wilki” jest ściśle związana ze specjalną klubową trasą koncertową zespołu (Blue Sky Tour 2012).

## Lista utworów

### MC
| 1.  | „Eroll”                           | 4:48  |
|     |                                   |       |
| 2.  | „Nic zamieszkują demony”          | 4:24  |
|     |                                   |       |
| 3.  | „Son of the Blue Sky”             | 4:01  |
|     |                                   |       |
| 4.  | „Amiranda”                        | 3:43  |
|     |                                   |       |
| 5.  | „Rachela”                         | 4:54  |
|     |                                   |       |
| 6.  | „Beniamin”                        | 4:01  |
|     |                                   |       |
| 7.  | „Glorya”                          | 3:49  |
|     |                                   |       |
| 8.  | „Aborygen”                        | 3:56  |
|     |                                   |       |
| 9.  | „Eli lama sabachtani”             | 3:35  |
|     |                                   |       |
| 10. | „Z ulicy Kamiennej”               | 4:01  |
|     |                                   |       |
| 11. | „Uayo” + outro                    | 4:05  |
|     |                                   |       |
| 12. | „Son of the Blue Sky” (Abbey Mix) | 4:02  |
|     |                                   |       |
|     |                                   | 49:19 |
|     |                                   |       |

### CD
| 1.  | „Eroll”                           | 4:47    |
|     |                                   |         |
| 2.  | „Nic zamieszkują demony”          | 4:24    |
|     |                                   |         |
| 3.  | „Son of the Blue Sky”             | 4:07    |
|     |                                   |         |
| 4.  | „Amiranda”                        | 3:42    |
|     |                                   |         |
| 5.  | „Rachela”                         | 4:53    |
|     |                                   |         |
| 6.  | „Beniamin”                        | 4:00    |
|     |                                   |         |
| 7.  | „Glorya”                          | 3:49    |
|     |                                   |         |
| 8.  | „Aborygen”                        | 3:55    |
|     |                                   |         |
| 9.  | „Eli lama sabachtani”             | 3:34    |
|     |                                   |         |
| 10. | „Z ulicy Kamiennej”               | 4:07    |
|     |                                   |         |
| 11. | „Uayo"*                           | 4:49    |
|     |                                   |         |
| 12. | „Wilki”                           | 2:05    |
|     |                                   |         |
| 13. | „Amiranda” (Abbey Mix)            | 3:42    |
|     |                                   |         |
| 14. | „Glorya” (Abbey Mix)              | 4:01    |
|     |                                   |         |
| 15. | „Beniamin” (Abbey Mix)            | 3:59    |
|     |                                   |         |
| 16. | „Son of the Blue Sky” (Abbey Mix) | 4:09    |
|     |                                   |         |
|     |                                   | 1:04:03 |
|     |                                   |         |
* Utwór „Uayo” został błędnie opisany na płycie jako „Uyao”.

### CD 2 (edycja specjalna)
1. „Eli lama sabachtani"
2. „Rachela"
3. „Z ulicy Kamiennej"
4. „Nic zamieszkują demony”
5. „Uayo"
6. „Cień w dolinie mgieł” (wersja akustyczna nagrana w Izabelin Studio dla magazynu muzycznego BRUM)
7. „Son of the Blue Sky” (wersja akustyczna nagrana w Izabelin Studio dla magazynu muzycznego BRUM)
8. „Beniamin” (wersja akustyczna nagrana w Izabelin Studio dla magazynu muzycznego BRUM)
9. „Zapowiedź Kuby Wojewódzkiego + rapowanie Gawlińskiego” (występ w hotelu Victoria 29.08.1995)
10. „A moje bóstwa płaczą” (występ w hotelu Victoria 29.08.1995)
11. „Eli lama sabachtani” (występ w hotelu Victoria 29.08.1995)
12. „Sen o Warszawie + podziękowanie Czesława Niemena” (występ w hotelu Victoria 29.08.1995)

## Teledyski
- „Eroll”
- „Son of the Blue Sky”
- „Eli lama sabachtani”
- „Amiranda”
- „Aborygen”

## Wykonawcy
| - Robert Gawliński – gitara akustyczna, gitara basowa, śpiew - Mikis Cupas – gitara solowa - Michał Rollinger – instrumenty klawiszowe, chórki |